# Сидоров Іван Іванович
Іван Іванович Сидоров (7 вересня 1897, село Парфентьєво, Коломенський повіт, Московська губернія, Російська імперія (тепер Коломенський район, Московська область, Російська Федерація) — 1984, місто Москва, РРФСР, СРСР) — радянський державний діяч, голова Московської міської ради (1937—1938). Депутат Верховної Ради РРФСР 1-го скликання. Депутат Верховної Ради СРСР 1-го скликання. Член Президії Верховної Ради СРСР (1938—1939).

## Біографія
Народився 26 серпня (7 вересня) 1897 року в селянській родині. У 1912—1918 роках працював токарем на Коломенському машинобудівному заводі Московської губернії.
Член РКП(б) з 1918 року.
У 1918—1922 роках служив у Червоній армії, учасник Громадянської війни в Росії, політпрацівник.
У 1922—1924 роках — токар Коломенського паровозоремонтного заводу Московської губернії.
У 1924—1925 роках — голова Парфентьєвського волосного виконкому Московської губернії.
У 1925—1928 роках — завідувач фінансового відділу Коломенського повітового виконкому Московської губернії.
У 1928—1929 роках — голова виконавчого комітету Волоколамської повітової ради Московської губернії.
У 1929—1930 роках — завідувач Московського окружного земельного відділу.
У 1930—1932 роках — заступник завідувача Московського обласного земельного відділу.
У 1932—1933 роках — директор Московського обласного молочно-тваринницького тресту.
23 вересня 1933 — 15 квітня 1937 року — завідувач відділу міських земель і відводу земельних ділянок виконкому Московської міської ради. У 1935 році закінчив два курси факультету особливого призначення Московського інституту комунального господарства.
У квітні — червні 1937 року — керуючий тресту «Москультбуд» Будівельного управління Московської міської ради.
28 червня — 9 серпня 1937 року — начальник Управління житлового будівництва виконкому Московської міської ради.
11 серпня 1937 — 3 листопада 1938 року — голова Московської міської ради. Знятий з посади з формулюванням «не впорався з покладеними завданнями».
У лютому 1939—1942 роках — завідувач Тамбовського обласного відділу комунального господарства.
У 1942—1953 роках — заступник голови виконавчого комітету Тамбовської обласної ради депутатів трудящих.
У 1953—1955 роках — завідувач Тамбовського обласного відділу торгівлі. У 1955—1960 роках — начальник Тамбовського обласного управління торгівлі.
З 1960 року — на пенсії у Москві.